# James Edward Cecil, 4. markýz ze Salisbury
James Edward Hubert Gascoyne-Cecil, 4. markýz ze Salisbury (James Edward Hubert Gascoyne-Cecil, 4th Marquess of Salisbury, 10th Viscount Cranborne, 10th Baron Cecil of Essendon) (23. října 1861 Londýn – 4. dubna 1947 Londýn) byl britský státník z významného šlechtického rodu Cecilů, byl synem trojnásobného premiéra 3. markýze ze Salisbury. V období mezi dvěma světovými válkami v koaličních vládách zastával několik ministerských funkcí a byl také předsedou Sněmovny lordů.

## Původ a mládí
Narodil se jako nejstarší syn 3. markýze ze Salisbury a jeho manželky Georginy, rozené Alderson (1833–1899). Svého otce doprovázel na diplomatických cestách, zúčastnil se konference v Istanbulu (1876–1877) a kongresu v Berlíně (1878). Studoval na elitní škole v Etonu a na oxfordské univerzitě, kde v roce 1885 dosáhl titulu bakaláře. Od roku 1885 byl poslancem Dolní sněmovny, v roce 1892 sice mandát ztratil, ale v následujícím roce se do parlamentu vrátil v doplňovacích volbách. Krátce sloužil v armádě a zúčastnil se búrské války.

## Politická kariéra
V letech 1900–1903 byl státním podsekretářem zahraničí, v roce 1903 po otci zdědil titul markýze ze Salisbury a vstoupil do Sněmovny lordů (do té doby jako otcův dědic užíval titul vikomt Cranborne), v souvislosti s tím také změnil svou pozici ve vládě. Tehdejším ministrem zahraničí byl 5. markýz z Lansdowne a zažitá tradice neumožňovala, aby ministr i jeho náměstek zasedali ve Sněmovně lordů. Nový markýz ze Salisbury se proto vzdal postu na ministerstvu zahraničí a členem vlády zůstal jako lord strážce tajné pečeti (1903–1905), v roce 1903 byl zároveň uveden do Tajné rady, od března do prosince 1905 provizorně spravoval také ministerstvo obchodu.
Po pádu konzervativní vlády v roce 1905 byl dlouhodobě v opozici, vliv si ale udržoval jako přední mluvčí Konzervativní strany ve Sněmovně lordů a v roce 1917 obdržel Podvazkový řád. Do vlády se vrátil po první světové válce, byl lordem prezidentem Tajné rady (1922–1924) a znovu lordem strážcem tajné pečeti (1924-1929). Předseda Sněmovny lordů 1925–1929, poté byl znovu v opozici, v roce 1931 proslul kritikou zákona o Indii. Při korunovaci Jiřího VI. v roce 1937 zastával čestnou hodnost lorda korunovačního nejvyššího hofmistra.
V roce 1887 se oženil s Cicely Gore (1867–1955), dcerou 5. hraběte z Arranu. Měli spolu čtyři děti, nejstarší syn 5. markýz ze Salisbury byl ministrem v Churchillových koaličních vládách, mladší syn lord David Cecil (1902–1986) proslul jako spisovatel. Dcera Mary Alice (1895–1988) se provdala za 10. vévodu z Devonshire a v letech 1953–1966 byla nejvyšší hofmistryní královny Alžběty II.